# Erora senta
Erora senta is een vlinder uit de familie van de Lycaenidae. De wetenschappelijke naam van de soort werd als Thecla senta in 1920 gepubliceerd door Draudt.

## Synoniemen
- Necmitoura marcusa Johnson, Eisele & MacPherson, 1993